# Trisetaria glumacea
Trisetaria glumacea là một loài thực vật có hoa trong họ Hòa thảo. Loài này được (Boiss.) Maire miêu tả khoa học đầu tiên năm 1942.